# Puterea armelor
Puterea armelor (2008) (titlu original Last Argument of Kings) este un roman al scriitorului britanic Joe Abercrombie, ultimul din trilogia Prima Lege. Citatul care deschide a doua parte a cărții, „Ultimul argument al regilor” este traducerea textului „Ultima Ratio Regnum”, inscripționat pe tunurile lui Ludovic al XIV-lea.

## Intriga
Romanului continuă acțiunea din locul în care o lăsase volumul precedent. Revenit în Agriont, Bayaz se implică activ în Consiliul Închis, ajutându-l pe Jezal dan Luthar să ocupe poziții înalte în ierarhia militară și să înăbușe o răscoală țărănească de proporții. La rândul său, acesta nu dorește decât să fie lăsat să ducă o viață tihnită alături de iubita lui, Ardee West.
Moartea tuturor moștenitorilor tronului și starea de sănătate precară a regelui duce la o luptă între membrii Consiliului Închis pentru a influența viitorul regatului. Arhilectorul Sult, Înaltul Judecător Marovia și Lordul Brock sunt principalii jucători ai acestei lupte, iar Sand dan Glokta se străduiește să-l ajute pe cel dintâi să capete cea mai mare influență. Dar moartea regelui aduce cu ea o lovitură de teatru: Bayaz demonstrează că regele mai are un urmaș, bastard, iar acesta n-ar fi nimeni altul decât Jezal dan Luthar.
Noul rege este încoronat și se căsătorește cu o prințesă styriană, dar Glokta este pus să verifice autenticitatea originii regale a lui Jezal. Ancheta sa este oprită de conducătorii băncii care-l ajutaseră financiar să organizeze apărarea Dagoskăi în fața gurkienilor. Mai mult, aceștia îi cer să-și spioneze superiorul, pe Arhilectorul Sult. Glokta se simte prins în capcană, dar invadarea Midderlandului de către armata gurkiană schimbă toate datele problemei.
În Nord, Logen se alătură foștilor săi camarazi, care-l credeau mort. Împreună pun la cale o tactică de a-l învinge pe Regele Nordului, Bethod. Ei vor să-l atragă spre o fortăreață în care să se lase asediați de el, în timp ce armata Uniunii urmează să-l atace pe la spate. Din păcate, imediat după plecarea lor, comandantul armatei Uniunii moare, iar numirea unui nou comandant - în condițiile întârzierilor cauzate de succesiunea la tron - paralizează acțiunile în Englia. Când află că Jezal l-a numit Lord Mareșal, Collem West pornește într-o cursă nebună de a veni în ajutor prietenilor săi nordici, pe care armata lui Bethod era pe punctul de a-i zdrobi în fortăreața în care se retrăseseră.
Bethod scapă și fuge în reședința sa fortificată, iar armata Uniunii este rechemată la sud pentru a face față invaziei gurkiene. Disperat că Bethod ar putea scăpa nepedepsit, Logen îl provoacă la luptă pe Temutul - un uriaș aflat în slujba lui Bethod care-și trage puterea din Cealaltă Lume cu ajutorul unei vrăjitoare. Victoria Temutului ar consfinți domnia lui Bethod în Englia, în timp ce cea a lui Logen ar însemna sfârșitul ei. După ce Dow cel Negru o ucide pe vrăjitoare, Logen îl învinge pe Temut și devine Rege al Nordului. Adunându-și un grup de războinici, el pornește spre sud cu armata Uniunii condusă de West.
Gurkienii asediază Agriontul și sunt pe punctul de a-l cuceri când armatele lui West și Logen, precum și o armată styriană sosesc să dea o mână de ajutor. Mamun, conducătorul religios al gurkienilor dezlănțuie Cele O Sută de Cuvinte - ființe care-și trag viața din trupurile altor oameni și au puteri deosebite - pentru a-l înfnge pe Bayaz, dar Întâiul dintre Magi are la dispoziția sa o armă teribilă: Sămânța. Aceasta nu fusese la capătul Lumii, unde o căutase, ci ascunsă în Casa Creatorului din Agriont, iar Ferro Maljinn a găsit-o.
Sămânța și ajutorul armat contracarează forțele magice ale gurkienilor, iar armata acestora este pusă pe fugă. Glokta reușește să împiedice o conspirație din interior să pericliteze situația lui Bayaz, arestându-l pe Arhilectorul Sult. Din nefericire, folosirea Seminței aduce cu ea o molimă devastatoare, căreia îi cade victimă și West. Jezal află că nu are nicio ascendență regală, ci e doar o marionetă în războiul dintre Bayaz și Khalul, profetul gurkienilor. El este lăsat să conducă Uniunea avându-l alături pe Glokta, ridicat la rangul de Arhilector și transformat în ochii și urechile lui Bayaz.

### Capitolele cărțiɪ
| - Negoțul cu otravă - Să fii șef - Această treabă nobilă - Omul cel nou - Ora mesei - Atât de multe în comun - Cinste - Fantome - Datorii nemiloase - O mulțime zdrențuită - Iubit de lună - Flori și aplauze - Prea multe cuțite - Cel mai bun dintre dușmani - Capriciile războiului - Făuritorul de regi - Capcana - Bătrâni nesuferiți - Pregătiți pentru tot ce poate fi mai rău - Veșmântul autorității - Prima zi - O atât de dulce tristețe - Căpătând o umbră - Întrebări - A patra zi - Perechea perfectă - Ce-a de-a șaptea zi - Prea mulți stăpâni - Dulce victorie - Deșteptări brutale | - Numărul morților - Frunze pe apă - Autoritate - Cercul - Un bine mai mare - Scaunul lui Skarling - Calități de conducător - Ciocan și nicovală - Caritate - Mai bine să rămână îngropată - Eroul de mâine - Căderea nopții - Întrebări - Ziua judecății - Sacrificii - Deschide cutia - Cărări întunecate - Recunoașteri - După ploi - Răspunsuri - Răniții - Îndatoriri patriotice - Prima Lege - Ceai și amenințări - În spatele tronului - Oameni buni, oameni răi - Nu așa cum ai vrut - Detalii nerezolvate "ȘTIE DIAVOLUL CĂ-I DIAVOL?" - Începutul |

## Lista personajelor
- Logen Nouădegete (supranumit Sângerosul Nouă) - vestit războinic din Nord capabil să vorbească cu spiritele
- Bayaz - Întâiul dintre Magi, primul ucenic al lui Juvens și cel care l-a răzbunat după ce a fost ucis pe Kanedias Creatorul
- Ferro Maljinn - războinică extrem de periculoasă din Sud, căreia Împăratul din Gurkhul i-a luat tot ce avea; descendența sa îi permite să fie singura persoană care poate mânui Sămânța
- Jezal dan Luthar - căpitan în Garda Regelui, câștigător al Turnirului, tânăr de condiție socială bună căruia viața i-a oferit tot ce dorește și care, prin intermediul intrigilor lui Bayaz, ajunge Rege al Uniunii
- Malacus Quai - ucenicul lui Bayaz, al cărui trup este luat în stăpânire de vrăjitoarea Tolomei
- Sand dan Glokta - fost spadasin renumit, câștigător al Turnirului, pe care cei șapte ani petrecuți în închisorile Împăratului din Gurkhul l-au lăsat schilod pe viață; revenit în Agriont, a devenit Inchizitor și, ulterior Arhilector
- Severard, Frost și Vitari - practicienii lui Glokta, primii doi dovedindu-se a fi spioni aflați în solda inamicilor lui
- Arhilectorul Sult - conducătorul Inchiziției și unul dintre cei care încearcă să se opună influenței crescânde a lui Bayaz
- Înaltul Judecător Marovia - unul dintre cei mai puternici și influenți oameni din Uniune, adversar al lui Sult
- Lordul Șambelan Hoff - membru al Consiliului Închis
- Fratele Picior-Lung - navigator experimentat, ales de Bayaz să conducă expediția spre Marginea Lumii
- Carlot dan Eider - fostă Magistresă a Ghildei Negustorilor
- Nicomo Cosca - mercenar styrian intrat în slujba lui Glokta
- Ardee - sora lui Collem West, rămasă în grija lui Glokta; după o aventură cu Jezal devine soția lui Glokta
- Collem West - colonel și, ulterior, Lord Mareșal al armatei Uniunii, pune capăt domniei Regelui Bethod în Nord și ajută la înfrângerea armatei gurkiene; epidemia izbucnită ca urmare a folosirii Seminței îi va aduce deteriorarea sănătății și, ulterior, moartea
- Lordul mareșal Burr - conducătorul armatei trimise de Uniune în Nord să lupte împotriva lui Bethod, mort în timpul campaniei
- Kroy și Poulder - generali rivali din armata Uniunii, ultimul fiind ucis în timpul apărării Agriontului
- Copoiul - Om Ales din Nord, care a luptat sub conducerea lui Bethod și a lui Logen, iar acum îl urmează pe Rudd Treicopaci; este o iscoadă foarte bună, ajutat fiind de mirosul său fin
- Dow cel Negru - Om Ales din Nord, extrem de puternic și foarte iute la mânie; după înfrângerea lui Bethod încearcă să-l ucidă pe Logen, pentru ca acesta să nu-i ia locul
- Tull Duru Capdetunet - Om Ales din Nord, foarte înalt și excelent luptător, ucis de Logen
- Grimm Ursuzul - Om Ales din Nord, taciturn, mort în luptele de apărare a Agriontului
- Terez - prințesă styriană, fiica Marelui Duce Orso și soție a lui Jezal
- Shalere - contesă styriană, prietenă intimă a Terezei
- Crummock-i-Phail - conducătorul delenilor, ajută la răsturnarea lui Bethod
- Fior - om al nordului care vrea să se răzbune pe Logen pentru uciderea membrilor familiei sale
- Tichie Roșie - om al nordului, foarte bun luptător
- Bethod - autoproclamat Rege al Nordului, este învins de armata Uniunii și de rebeliunea condusă de Copoi; este ucis de Logen
- Temutul - uriaș aflat în legătură cu Cealaltă Parte prin intermediul magiei; este ucis de Logen într-un duel unu la unu
- Pike - fierar, fost deținut eliberat de West și ridicat la rangul de sergent; identitatea reală este Salem Rews, om torturat de Glokta și deportat în Englia
- Yulwei - mag care ascultă de ordinele lui Bayaz, chiar dacă nu este mereu de acord cu ele
- Yoru Sulfur - mag, ucenic al lui Bayaz
- Tolomei - fiica lui Kanedias, scăpată din moarte prin înfrățirea cu sufletele din Cealaltă Parte
- Mamun - ucenic al magului Khalul

## Opinii critice
SF Site compară acțiunea cărții cu o avalanșă, spunând că „este puternică, fermecătoare și de neoprit”, dar își exprimă dezacordul față de lipsa de speranță a posibilității unei schimbări prezentată la sfârșit. Acest din urmă aspect este sesizat și de Publishers Weekly, care remarcă faptul că „Joe Abercrombie [...] prezintă inteligent și entuziast o viziune întunecată asupra vieții, iar cititorii se vor întrista că au ajuns la sfârșitul poveștii pline de viață”.
Speculative Horizons este de părere că „cartea provoacă hohote de râs, dar mai presus de orice, este o distracție pe cinste”, observând că în ea „găsiți tot ce vați putea dori: bătălii de proporții cosmice, intrigă politică, portrete magistrale și o groază de surprize”. În aceeași notă, Fantasy Book Review apreciază că aceasta este „o carte cu un ritm ridicat care aduce revelație după revelație în intriga ei complexă și îmbârligată și, la sfârșit, te lasă fără suflare și dornic de mai mult”, remarcând de asemenea umorul lui Abercrombie și abilitatea sa de a face fiecare personaj să pară real.